# Cryptochironomus schewlangini
Cryptochironomus schewlangini är en tvåvingeart som först beskrevs av Olivari 1955.  Cryptochironomus schewlangini ingår i släktet Cryptochironomus och familjen fjädermyggor. Inga underarter finns listade i Catalogue of Life.